# Grænavatn (Grindavík)
Pour les articles homonymes, voir Grænavatn.
Le Grænavatn est un lac d'Islande situé sur la Reykjanesskagi, au sud-ouest de Reykjavik. Il est accessible par la route 428. Il s'agit d'un maar ayant au moins 6 000 ans.